# رباط تروسک
رباط تروسک  مربوط به دوره تیموریان - دوره صفوی است و در شهرستان تربت حیدریه، بخش مرکزی، روستای تروسک واقع شده و این اثر در تاریخ ۱۲ بهمن ۱۳۸۱ با شمارهٔ ثبت ۷۴۸۳ به‌عنوان یکی از آثار ملی ایران به ثبت رسیده است.